# Eleições nos Estados Unidos

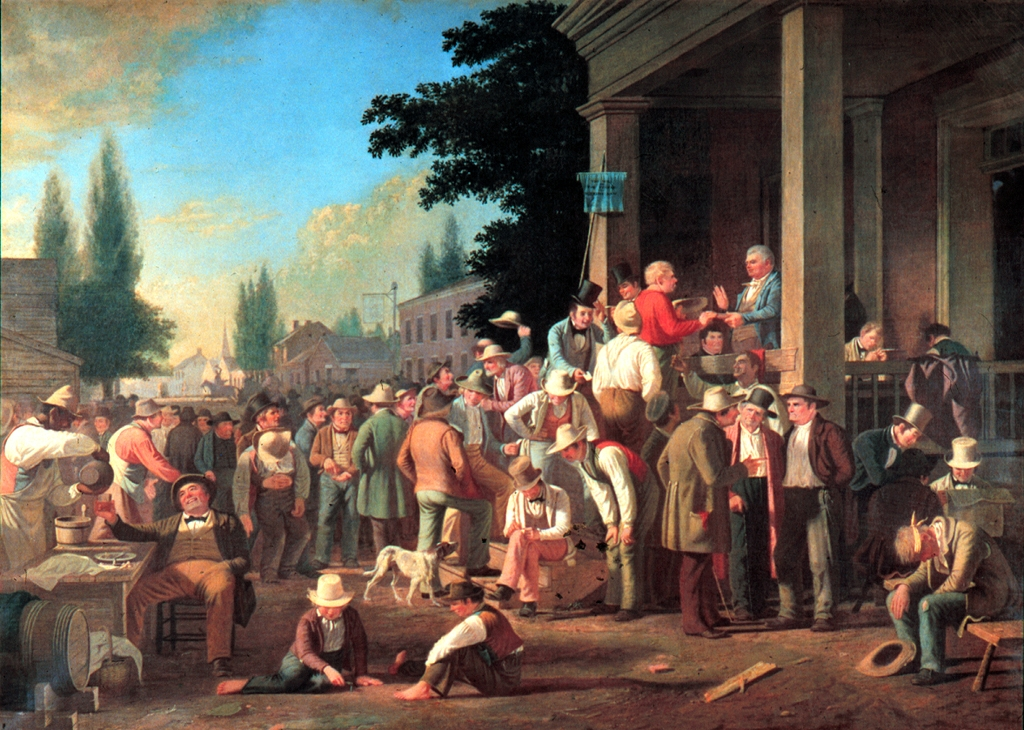
Uma pintura de 1846, The County Election ("A Eleição do Condado") por George Caleb Bingham, mostrando um local de votação.

Os Estados Unidos tem um governo federal, com representantes sendo eleitos em nível federal (nacional), estadual e local. A nível nacional, o chefe de Estado, que é o Presidente, é eleito de forma indireta pelo povo, através de um colégio eleitoral. Todos os membros da legislatura federal, o Congresso, são eleitos por voto direto. Há vários cargos eleitos por voto popular a nível estadual, com cada estado tendo pelo menos um governador e uma legislatura. Também há cargos eleitos em nível local, como em condados e cidades. É estimado que, por todo o país, haja mais de um milhão de cargos ocupados por pessoas eleitas por voto.
Os estados são responsáveis por regulamentar todos os aspectos das eleições locais, incluindo as primárias, a elegibilidade dos eleitores (além do que a constituição já define), o sistema de colégio eleitoral e o andamento das eleições estaduais e locais. A constituição dos Estados Unidos define os critérios básicos de como as eleições federais devem funcionar, os quais são regulamentados nos Artigo Primeiro e Artigo Segundo e em várias outras emendas constitucionais.
A questão do financiamento eleitoral é controversa, já que várias empresas e empresários do setor privado contribuem com enormes quantias para as campanhas, em especial as realizadas em nível federal. Assim, o financiamento público é motivo de grandes debates pelo país. A Comissão Eleitoral Federal, criada em 1975 por uma emenda constitucional, tem a responsabilidade de cuidar da divulgação das informações sobre os financiamentos de campanha, supervisionar e limitar as doações e contribuições, bem como supervisionar o financiamento público das eleições presidenciais.